# تپه چشمه قرقره
تپه چشمه قرقره مربوط به مس و سنگ است و در شهرستان خرم‌آباد، بخش دوره چگنی، دهستان دوره، ۱/۵ کیلومتری غرب روستای مله امیری واقع شده و این اثر در تاریخ ۲۲ اسفند ۱۳۸۵ با شمارهٔ ثبت ۱۸۱۴۵ به‌عنوان یکی از آثار ملی ایران به ثبت رسیده است.